# 通遼市
通遼市（つうりょうし）は、中華人民共和国内モンゴル自治区に位置する地級市。旧ジェリム（哲里木）盟の中心で、松遼平原の西の縁、ホルチン（科爾沁）草原と「黄金帯」西遼河沖積平原にある地級市の一つ。漢族を主として蒙古族、回族、満族、朝鮮族などの少数民族を有する。

## 歴史
- 1914年：遼源県を設置
- 1918年：遼源県を廃し通遼県を設ける
- 1951年：通遼市を設ける
- 1958年：通遼県を市へ併入
- 1965年：再び通遼県を設置
- 1969年：ジェリム盟を吉林省に合併
- 1979年：ジェリム盟を再び内モンゴル自治区に返還
- 1986年：通遼県を再併入
- 1999年：ジェリム盟を廃し地級市となる

## 行政区画
1市轄区・1県級市・1県・5旗を管轄する。
- 市轄区：
  - ホルチン区（科爾沁区）
- 県級市：
  - ホーリンゴル市（霍林郭勒市）
- 県： 
  - 開魯県
- 旗： 
  - ホルチン左翼中旗（科爾沁左翼中旗）・ホルチン左翼後旗（科爾沁左翼後旗）・フレー旗（庫倫旗）・ナイマン旗（奈曼旗）・ジャルート旗（扎魯特旗）

| 通遼市の地図                                                                                        |
| --------------------------------------------------------------------------------------------------- |
| ホルチン区 ホルチン左翼中旗 ホルチン左翼後旗 開魯県 フレー旗 ナイマン旗 ジャルート旗 ホーリンゴル市 |

### 年表
この節の出典

#### 内モンゴル自治区ジェリム盟(1949年-1953年)
- 1949年10月1日 - 中華人民共和国内モンゴル自治区ジェリム盟が成立。通遼県・開魯県・フレー旗・ナイマン旗・ジャルート旗・ホルチン左翼中旗・ホルチン左翼後旗が発足。(2県5旗)
- 1950年8月2日 - ジョーオダ盟アルホルチン旗の一部が開魯県に編入。(2県5旗)
- 1951年2月22日 - ジョーオダ盟アルホルチン旗の一部が開魯県に編入。(2県5旗)
- 1951年7月17日 - 通遼県の一部が分立し、通遼市が発足。(1市2県5旗)
- 1952年12月4日 - ジョーオダ盟アルホルチン旗の一部がジャルート旗に編入。(1市2県5旗)
- 1953年1月23日 - ジェリム盟がヒンガン盟・フルンボイル・ヌン・モルン盟と合併し、東部行政公署の発足により消滅。

#### 通遼市(第1次)
- 1953年5月10日 - 東部行政公署通遼市が地級市の通遼市に昇格。(1市)
- 1954年5月21日 - 通遼市がジェリム盟に編入。

#### 内モンゴル自治区ジェリム盟(1954年-1969年)
- 1954年5月21日 - 通遼市、東部行政公署通遼県・開魯県・フレー旗・ナイマン旗・ジャルート旗・ホルチン左翼中旗・ホルチン左翼後旗を編入。ジェリム盟が成立。通遼市が県級市に降格。(1市2県5旗)
- 1956年2月23日 - 吉林省長嶺県の一部がホルチン左翼中旗に編入。(1市2県5旗)
- 1957年7月20日 - 遼寧省錦州専区彰武県の一部がフレー旗に編入。(1市2県5旗)
- 1958年11月21日 - 通遼県が通遼市に編入。(1市1県5旗)
- 1964年7月20日 - 通遼市の一部が分立し、通遼県が発足。(1市2県5旗)
- 1965年9月22日 - フルンボイル盟ホルチン右翼中旗を編入。(1市2県6旗)
- 1969年7月5日 - 内モンゴル自治区の分割により、吉林省ジェリム盟となる。

#### 吉林省ジェリム盟
- 1979年5月30日 - 吉林省の分割により、内モンゴル自治区ジェリム盟となる。

#### 内モンゴル自治区ジェリム盟(1979年-1999年)
- 1980年7月26日 - ホルチン右翼中旗がヒンガン盟に編入。(1市2県5旗)
- 1985年11月9日 - ジャルート旗の一部が分立し、ホーリンゴル市が発足。(2市2県5旗)
- 1986年7月21日 - 通遼県が通遼市に編入。(2市1県5旗)

#### 通遼市(第2次)
- 1999年1月13日 - ジェリム盟が地級市の通遼市に昇格。(1区1市1県5旗)
  - 通遼市が区制施行し、ホルチン区となる。

## 産物
- 鉱産資源には天然の珪砂と建築用石がある。
- 薬草には甘草、麻黄、益母草などがある。
- 野生動物にはアカギツネ、タイリクオオカミ、アジアアナグマ、フクロウ、キツツキ、ウズラ、キジバト、カラス、カササギ、スズメ、ネズミ類、トカゲ、ヘビ、カエル類などがある。

## 交通

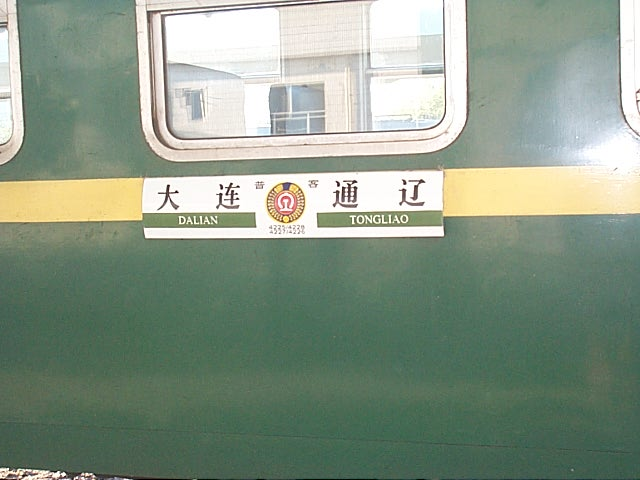
大連～通遼各駅停車列車（2002年）

- 道路：新魯高速道路（英語版）、大広高速道路など
- 鉄道：通遼駅 - 京通線、新通旅客専用線（中国語版）など
- 空路：通遼空港（英語版）

## 観光地
- 莫力廟沙漠水庫（ホルチン区）
- 珠日河牧場（ホルチン左翼中期）
- 大青溝（ホルチン左翼後期）

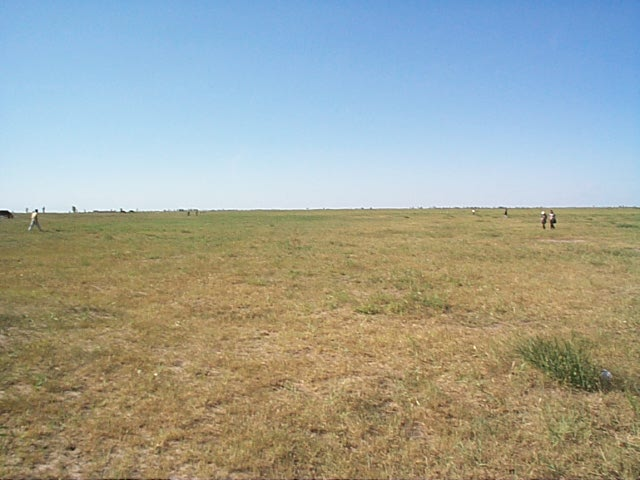
珠日河草原（珠日河牧場）

毎夏8月18日、珠日河草原（珠日河牧場）でナーダムが行われる。

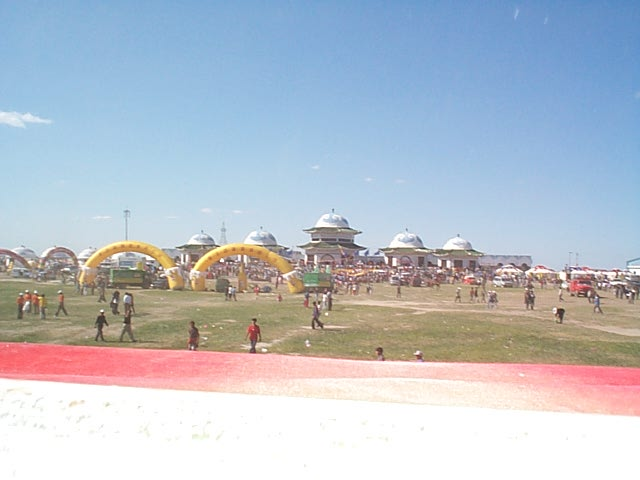
珠日河草原（珠日河牧場）はお祭りムード
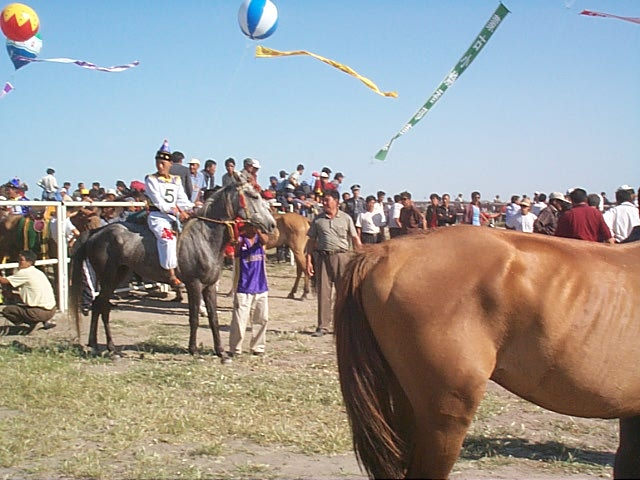
競馬の出発前
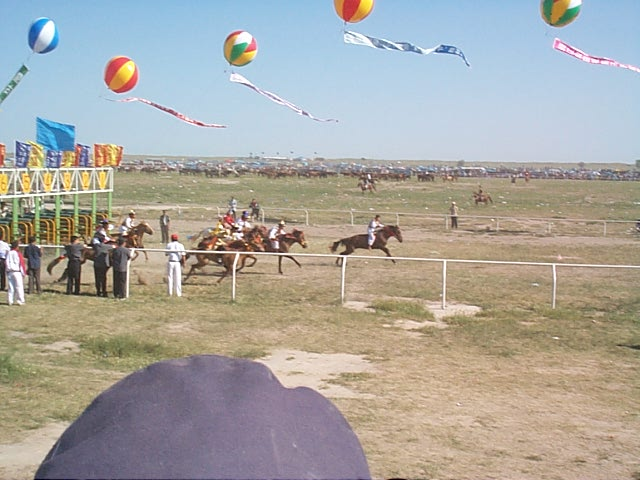
競馬の出発
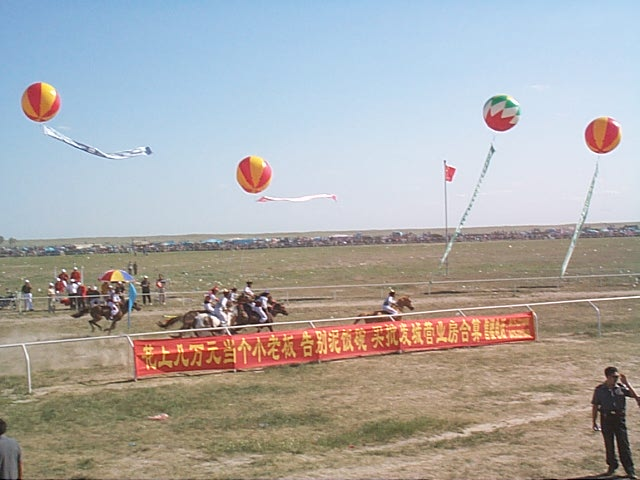
競馬の出発後

## 出身人物
- センゲリンチン（軍人）
- ガーダー・メイリン（軍人）
- ウヨンタナ（歌手）